# Toilette compostante

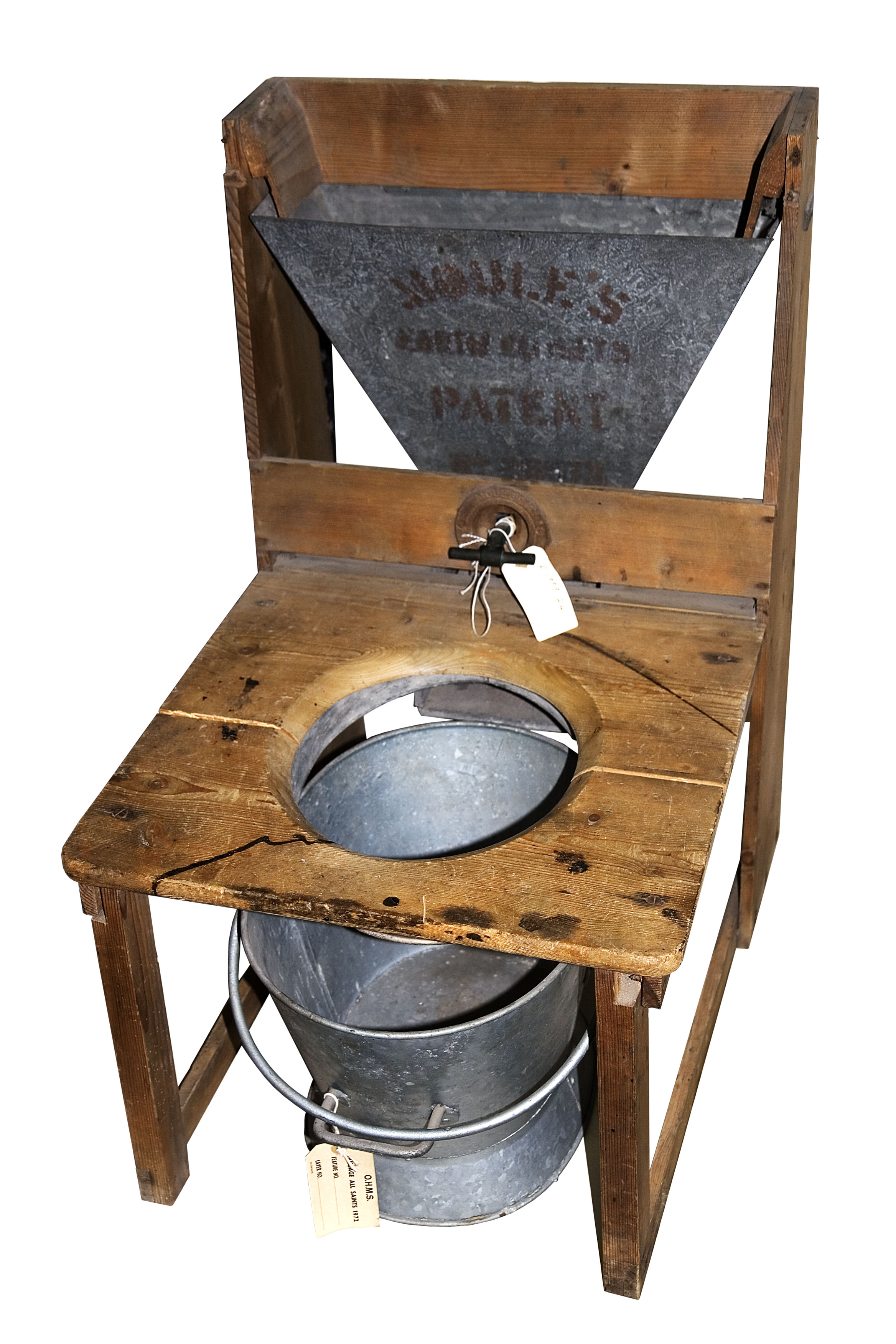
Toeletta compostante brevettata nel 1873 da Henry Moule; il modello raffigurato è del 1875.

Una toeletta compostante, in inglese compost toilet, è un dispositivo idoneo a raccogliere e trasformare le feci umane in compost utilizzabile come concime organico, attraverso una digestione aerobica. Il materiale organico viene decomposto fino ai suoi costituenti minerali. Il processo è reso possibile dai batteri aerobici che grazie all'ossigeno dell'aria ossidano i composti organici rilasciando anidride carbonica ed acqua.
Le toilette compostanti sono utilizzate in alternativa ai sistemi di depurazione centralizzati e alle fosse settiche. Vengono preferite ai sistemi tradizionali quando si cerca di ridurre il consumo di acqua, quando è necessario minimizzare l'immissione di elementi eutrofizzanti o patogeni in ambienti sensibili oppure si vuole riutilizzare le deiezioni umane come fertilizzante.

## Tipologie

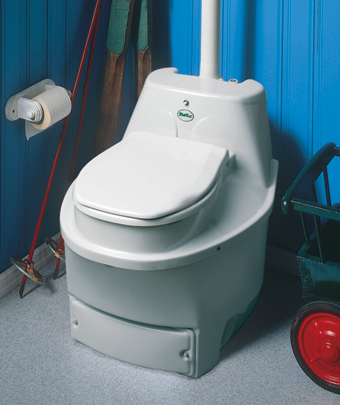
Sistema integrato della ditta BioLet

Le toelette compostanti possono essere costituite da una unità singola in cui il materiale viene raccolto e compostato, oppure possono compiere il processo di compostaggio in un'unità separata, spesso in grado di servire più toelette. Il sistema di trasporto può essere gravitativo o a depressione. I sistemi a depressione permettono l'evacuazione in orizzontale o anche verso l'alto.
Alcuni sistemi necessitano dell'allacciamento alla rete elettrica per l'azionamento di ventilatori per l'estrazione dell'aria e aumentare l'attività batterica. Altri richiedono l'azionamento manuale di un tamburo che rimescola il contenuto della camera di compostaggio per garantire la frammentazione del contenuto.
Tutte le toelette compostanti hanno comunque bisogno di essere svuotate per la rimozione dei prodotti finali. Un sistema correttamente dimensionato è comunque in grado di ridurre il volume delle deiezioni dal 10% al 30%. Il materiale rimanente è costituito da terriccio mineralizzato che non si decompone ulteriormente. Sistemi aventi dimensioni ridotte possono richiedere uno svuotamento più frequente.

### Modelli commerciali

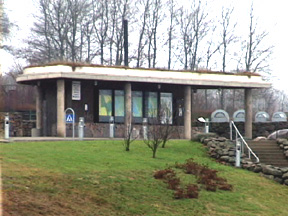
Toeletta compostante pubblica in un'area di sosta dell'autostrada E6 in Svezia

Le toelette compostanti hanno in alcuni casi sostituito i sistemi tradizionali in installazioni pubbliche a uso intensivo. Sono infatti concorrenziali per ridotto impatto ambientale e la capacità di sopportare forti variazioni di intensità d'uso.

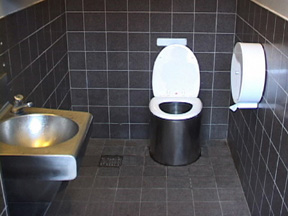
Interno della toeletta compostante pubblica in un'area di sosta dell'autostrada E6 in Svezia

Le toilette compostanti sono entrate nel mercato della termoidraulica grazie alla certificazione ANSI/NSF-41 che può essere richiesta agli enti certificatori autorizzati dall'ANSI.
Le toilette compostanti, grazie alla caratteristica di non usare l'acqua per l'evacuazione dei materiali, permettono l'utilizzo in zone aride dove l'erogazione dell'acqua viene sospesa nei periodi più siccitosi.

### Modelli costruiti in loco

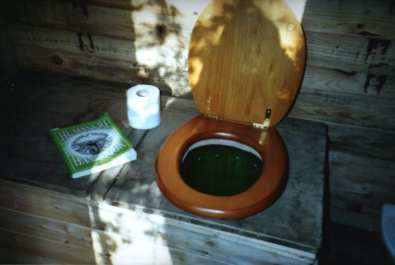
Una toeletta compostante autocostruita presso Essex, Inghilterra

Sistemi semplificati possono essere autocostruiti utilizzando la tecnologia disponibile sul posto e adattandoli al regime climatico presente. Nei climi caldi e aridi la necessità dell'apporto di materiali in grado di assorbire l'eccesso di umidità è molto ridotto, mentre nei climi umidi può rendersi necessaria una netta separazione, e un differente trattamento, delle deiezioni liquide. Secondo la legge europea in merito ai modelli auto-costruiti si necessita di una distanza minima dalle abitazioni di almeno 10 metri e 30 metri dai confini di un'altra proprietà.

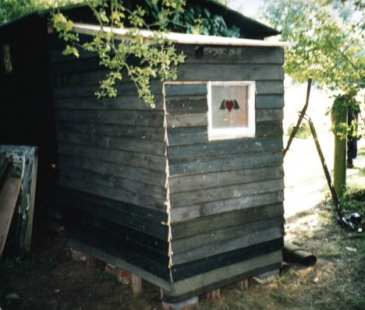
Una toeletta compostante costruita con materiali riciclati

## Il compostaggio

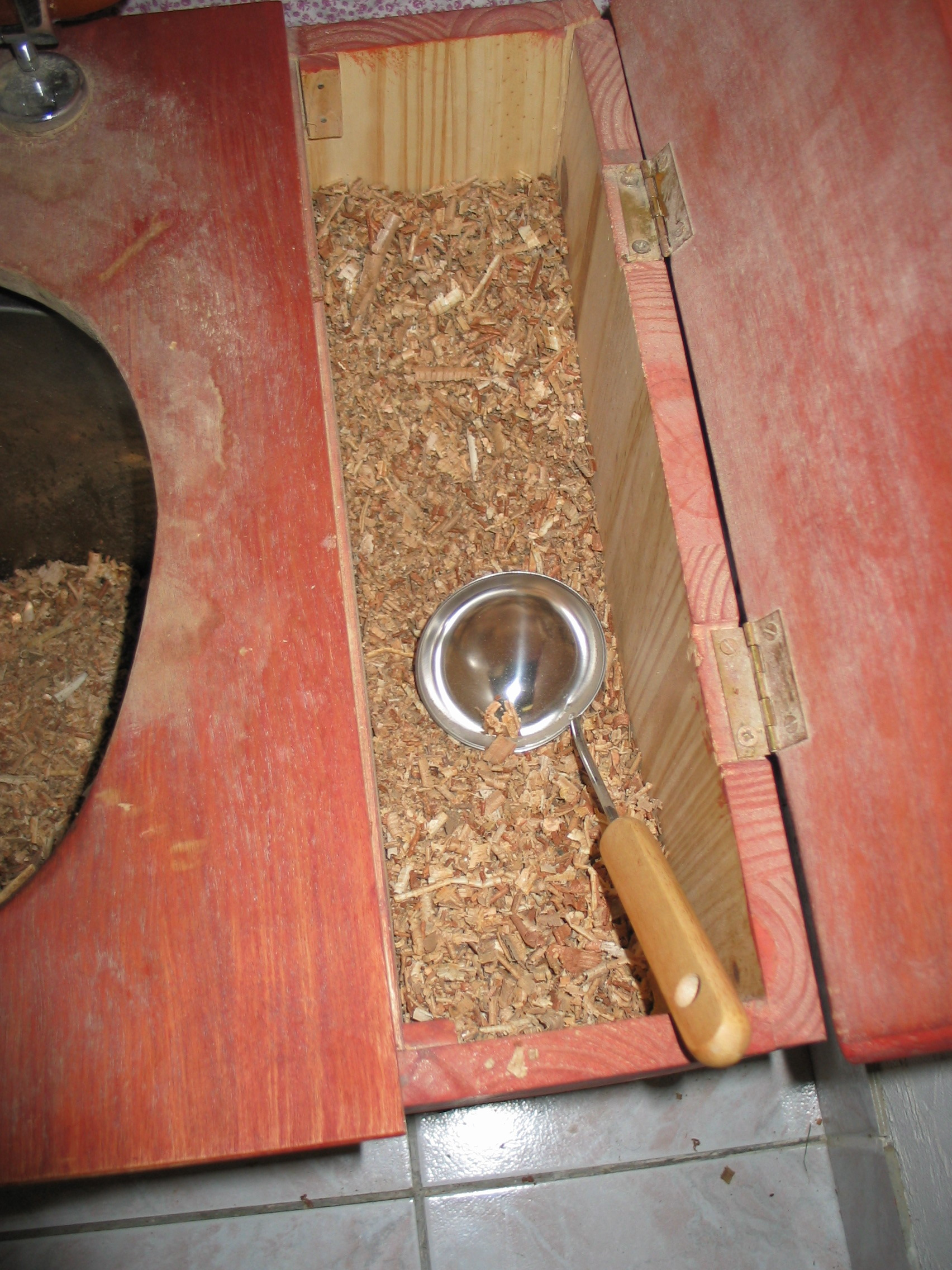
Dettaglio del contenitore per la segatura in una toeletta compostante autocostruita.

Nonostante la presenza di molti differenti sistemi, il principio di funzionamento è sostanzialmente lo stesso per tutte le toilette compostanti.
Una rapida decomposizione aerobica da parte di batteri termofili (40-60 °C) ossida le deiezioni nei componenti minerali, riducendo il volume ed eliminando gli agenti patogeni potenzialmente pericolosi.
Il processo richiede il controllo del livello di umidità (50% ideale): se è troppo secco il processo rallenta fino a fermarsi, se, invece, c'è un eccesso di umidità si sviluppano batteri anaerobi che causano cattivi odori.
Per questo, in alcuni sistemi, è previsto un impianto di raccolta del percolato.
Un altro metodo è la toeletta a secco (dry toilette) dove si attua la separazione delle urine spesso in combinazione con l'utilizzo dell'energia solare per il controllo della temperatura e dell'umidità. Questi sistemi utilizzano la disidratazione per ottenere una sufficiente sicurezza sanitaria dei prodotti. Mentre le urine, opportunamente diluite, vengono utilizzate direttamente per la concimazione delle piante.
Le urine contengono fino al 90% dell'azoto, fino al 70% del potassio e fino al 50% del fosforo, presenti nelle deiezioni umane. In un individuo sano, le urine sono prive di patogeni ma se non vengono diluite, contengono livelli di sali e composti organici tossici per le piante.
L'altro parametro critico per il corretto funzionamento di una toilette compostante è l'ossigeno. I sistemi commerciali presentano tutti dei sistemi attivi (ventole elettriche, mescolatori) o passivi (camini, sistemi a convezione) di ventilazione della camera di compostaggio per l'evacuazione dell'anidride carbonica e degli eventuali odori.
Separate dalle urine, le feci possono essere trasferite in un'apposita cassa di concimazione situata a debita distanza dall'abitazione. Le feci qui depositate fermentano e si trasformano lentamente in concime mediante un processo con durata media 1-2 anni .